# 月田村
月田村（つきだそん）は、岡山県真庭郡にあった村。現在の真庭市月田（〒717-0024）に当たる。
1907年に一度勝山町などと合併し、新たに勝山町となったが、後に分離し、1955年に再び勝山町などと合併し、新たに勝山町となった。

## 歴史

### 沿革
- 1889年（明治22年）6月1日 - 町村制施行に伴い、真島郡月田村が単独村制、月田村となる。自然村単独での自治体編成のため大字は制定されていない。
- 1900年（明治33年）4月1日 - 真島郡が大庭郡と合併し、真庭郡となる。月田村は真庭郡の所属に変更される。
- 1907年（明治40年）5月1日 - 真庭郡勝山町（初代）、一宮村、川西村と合併し、新たに勝山町（2代）となる。月田村は廃止され、月田村域は勝山町大字月田となる。
- 1949年（昭和24年）4月1日 - 真庭郡勝山町（2代）から大字月田が分離し、月田村（2代）が成立。
- 1955年（昭和30年）4月1日 - 月田村（2代）が真庭郡勝山町（2代）、富原村と合併し、勝山町（3代）となる。月田村（2代）廃止により月田村域が再び勝山町大字月田となった。

## 現在の様子

### 教育

#### 小学校
- 真庭市立月田小学校

### 交通

#### 鉄道
- JR姫新線：月田駅

#### 道路

##### 高速道路
旧村内を走る高速道路なし

##### 国道
旧村内を走る国道なし

##### 県道
- 主要地方道
  - 岡山県道32号新見勝山線
  - 岡山県道84号勝山栗原線
- 一般県道
  - 岡山県道390号古見月田停車場線

### 河川・山岳

#### 河川
- 月田川

#### 山岳
- 名蔵山

### 寺院・神社

#### 寺院
- 善光寺

#### 神社
- 春日神社